# August Tholuck
Friedrich August Gotttreu Tholuck (født 30. marts 1799 i Breslau, død 10. juni 1877 i Halle) var en protestantisk teolog, en af hovedmændene inden for den fremblomstrende positive teologi i Tyskland, der brød med den gamle rationalisme.
Tholuck var tidlig udviklet og havde en næsten utrolig lærenemhed. Allerede 17 år gammel havde han studeret 19 fremmede sprog, og senere var han i stand til at prædike og skrive på de fleste af kultursprogene. Som ung havde han i øvrigt en voldsom gæringsperiode; men da han var kommen til Berlin for at studere, blev han lidt efter lidt grebet af evangeliet, og nu kastede han sig med stor iver og lyst over teologien, idet han opgav en tidligere plan om at blive orientalist.
1821 blev han privatdocent i Berlin og 1825 professor i teologi i Halle, hvor han virkede til sin død. Som teolog var Tholuck udpræget positiv, noget pietistisk og meget konfessionel. Han arbejdede på så godt som alle teologiens felter, fortrinsvis dog inden for, den nytestamentlige eksegese, og hans kommentarer udmærker sig lige så meget ved liv og friskhed som ved indgående sproglig sans.
Men Tholuck deltog også i det praktiske kirkeliv. Han prædikede hyppig og gerne, og hans prædikener hører til hans ypperste frembringelser. Han var medstifter af Berlins forening for Hedningemission 1824, var en tid sekretær for jødemissionen og udgiver af tidsskriftet Der Freund Israels og arbejdede ligeledes for Biblens udbredelse. Den største betydning havde Tholuck dog gennem sin personlighed, og hans personlige indflydelse, især over for studenterne, fik en mægtig religiøs og moralsk virkning.